# Kevin McGowan
Pour les articles homonymes, voir McGowan.
 (août 2017).
Kevin Michael McGowan (né le 18 octobre 1991 à Nashua, New Hampshire, États-Unis) est un lanceur droitier des Mets de New York de la Ligue majeure de baseball.

## Carrière
Joueur des Ravens de l'université Franklin Pierce, Kevin McGowan est choisi par les Mets de New York au 13e tour de sélection du repêchage amateur de 2013. Il fait ses débuts professionnels en ligues mineures dès 2013 et est surtout lanceur partant à ses trois premières saisons avec des clubs affiliés aux Mets, avant d'être presque exclusivement utilisé comme releveur à compter de 2016.
Il fait ses débuts dans le baseball majeur avec les Mets de New York comme lanceur de relève le 22 août 2017.